# 1893年電影

## 電影列表
漢語電影依漢語拼音，所有非漢語電影依其在網際網路電影資料庫中的英文名稱排列。
| 片名             | 原名             | 語言 | 國家／地區 | 年份   |
| Blacksmith Scene | Blacksmith Scene | 無聲 | 美國       | 1893年 |
| Horse Shoeing    | Horse Shoeing    | 無聲 | 美國       | 1893年 |